# August Zaleski
August Zaleski (Varsavia, 13 settembre 1883 – Londra, 7 aprile 1972) è stato un politico e diplomatico polacco.

## Biografia
Fu a lungo rappresentante diplomatico della Polonia indipendente dal 1918 a Berna, Atene e Roma, dove fu presente dal 1922 al 1926. Rientrato in Polonia, fu nominato ministro degli Esteri dal 1926 al 1933 e fu uno stretto collaboratore del maresciallo Józef Piłsudski.
Durante la seconda guerra mondiale, dopo l'invasione tedesca della Polonia, divenne ministro degli Esteri del governo polacco in esilio dall'ottobre 1939 all'agosto 1941. Nel dopoguerra è stato anche il presidente del governo polacco in esilio dal 1947 al 1972.
Fu membro della Massoneria.